# Општина Коројешти (Васлуј)
Коројешти (рум. Coroieşti) општина је у Румунији у округу Васлуј.
Општина се налази на надморској висини од 243 m.